# Constantin Vlădea
Constantin Vlădea (* 2. Februar 1923 in Râșnov, Kreis Brașov; † 2. August 2015 ebenda) war ein rumänischer Skisportler, Trainer und Funktionär.
Vlădea begann 1930 mit dem Skisport und war einer der Mitgründer des Sportklubs Bucegi Predeal, der 1948 in einem Militärsportverein aufging. Er wurde Jugendtrainer in der rumänischen Ski-Föderation. Nach dem Zweiten Weltkrieg war er Teilnehmer bei den Olympischen Winterspielen 1948 mit der rumänischen Mannschaft beim Demonstrationsbewerb Militärpatrouillenlauf und erreichte zusammen mit Ștefan Ionescu, Niculae-Cornel Crăciun und Ion Koschi den siebten Platz. Zu den Gratulanten nach der Olympiateilnahme zählte der 1947 abgedankte König Michael I. Vlădea war später auch als Biathlet aktiv und wurde Sieger bei den Landesmeisterschaften. Er war 25 Jahre lang Vorsitzender der rumänischen Ski-Föderation. Ebenso war er 1963 am Bau der ersten Skisprungschanze in Râșnov beteiligt. Noch mit 90 Jahren stand Vlădea auf Skiern und blieb bis ins hohe Alter sportlich aktiv. Beim Europäischen Olympischen Winter-Jugendfestival 2013 war er einer der Fackelträger.